# The World (islas)
The World (en árabe: جزر العالم Ŷuzur al-Ālam, lit. 'el mundo') es el nombre de un archipiélago artificial ubicado cerca a la costa de Dubái, en los Emiratos Árabes Unidos. Este proyecto de ingeniería es uno de los más ambiciosos en el emirato. Las Islas The World miden aproximadamente 9 kilómetros de largo y 7 km de ancho. Cubren un total aproximado de 9.340.000 metros cuadrados (9,34 km² solo en su superficie terrestre, si se incluyen los espacios marítimos y terrestres posee 55 km²).

## Historia
El proyecto fue presentado en mayo de 2003 por el Jeque Mohammed y comenzó cuatro meses después, en septiembre de 2003. En enero de 2008, el 60% de las islas fueron vendidas, de las cuales 20 fueron compradas en los primeros cuatro meses de 2007. El 10 de enero de 2008, se colocó la última piedra de la escollera, completando el desarrollo del archipiélago. El empresario irlandés John O'Dolan, quien adquirió la isla Irlanda, se suicidó en febrero de 2009, después de que su consorcio cayó en dificultades financieras. A partir de julio de 2012, se desarrolló una segunda isla, la Isla del Líbano (1,5 hectáreas o 15.045,01 m² y 482,21 metros de perímetro) y fue "la única isla que hasta ahora se ha desarrollado comercialmente, se utiliza para eventos corporativos privados y fiestas públicas.
Josef Kleindienst y su empresa JK Properties están desarrollando el Corazón de Europa, un conjunto de siete islas (Alemania, Países Bajos, Suecia, Ucrania, Europa Central, Suiza y Mónaco) en la sección europea del mundo, para convertirlo en un complejo turístico de lujo. El complejo pretende crear una experiencia europea totalmente inmersiva, con nieve al aire libre, y tiendas que sólo aceptan el euro como moneda. Estaba previsto que abriera en 2020, pero se retrasó debido a la pandemia.
En junio de 2020, se estaba construyendo una calle llamada Raining Street como parte del proyecto Corazón de Europa, con planes para crear lluvia artificial una vez que la temperatura exterior supere los 27 grados Celsius.

## Composición
El proyecto consta de unas 300 islas dispuestas en forma de mapamundi, rodeadas por un rompeolas ovalado. Todo ello mide 9 km de largo por 6 de ancho. Cada isla ocupa un área entre 1,4 y 4,2 ha y están separadas de otras islas por entre 50 y 100 m de agua, y añaden 232 kilómetros de línea costera o playas al Emirato de Dubái (3 veces más que la línea costera natural de Dubái)
Se prevé que las islas sean residencias de lujo, centros comerciales, spas y comodidades por el estilo, todo ello respetando el ambiente local, el precio de cada una varía entre 15 y 45 millones de dólares.
El transporte a la isla será solo por vía marítima (botes, yates) o aérea (avión o helicóptero) ya que no está prevista ninguna conexión por tierra, el viaje entre dos puntos del archipiélago no debe ser mayor a 15 minutos.

### Construcción
El proyecto está a cargo de la firma Nakheel Properties. Se inició en 2003. En 2016 todavía continuaba su desarrollo.
En 2009 la promotora Nakheel entró en crisis y el proyecto "The World" se paralizó, entrando en disputas distintas compañías, que obtuvieron concesiones de transporte y servicios al complejo. La compañía fue rescatada económicamente, pero se mantienen las deudas del proyecto y no se retoma.
En diciembre de 2010, distintas fotografías, demuestran que el mar está desfigurando el complejo, deshaciendo las islas de arena. La alarma saltó en particular a partir de una foto cenital del conjunto hecha desde la Estación Espacial Internacional, donde se ve cómo el conjunto de islas de arena se hunde.
Este hecho provoca también polémica con el vecino proyecto Palm Jumeirah, con su estructura artificial de arena terminada y de la que se plantea si será capaz de soportar el peso de los grandes edificios de apartamentos y hoteles que se están construyendo.